# Leslie White
Leslie Alvin White (Salida, Colorado, 1900. január 19. – Lone Pine, Kalifornia, 1975. március 31.) amerikai antropológus, aki a kulturális evolúció elméleteiről, a szociokulturális evolúcióról, különösen a neoevolucionizmusról volt híres. Az Amerikai Antropológiai Egyesület elnöke (1964).

## Életrajz
Apja peripatetikus civil mérnök volt. White először Kansasban, majd Louisianában élt. Önként jelentkezett, hogy harcoljon az I. világháborúban, de végül egy évet töltött az amerikai haditengerészetben, mielőtt 1919-ben a Louisiana Állami Egyetemen végzett volna. 1921-ben átkerült a Columbia Egyetemre, ahol pszichológiát tanult.
Bár White ugyanazon az egyetemen tanult, ahol Franz Boas előadást tartott, White felfogása az antropológiáról határozottan Boas-i ellenes volt. 1925-ben White szociológiai/ antropológiai Ph.D. tanulmányokat kezdett a chicagói egyetemen és volt lehetősége néhány hetet eltölteni a Menominee és a Winnebago Wisconsinban. White elment Michiganbe, amikor felbérelték Julian Steward helyére, aki 1930-ban távozott Ann Arborból. Bár az egyetem otthont adott a múzeumnak, amelynek hosszú történelme van az antropológiai ügyekben, mégis White volt az egyetlen professzor az antropológiai osztályon. 1932-ben vezetett egy délnyugati mezőgazdasági iskolát, ahol Fred Eggan, Mischa Titiev és mások is részt vettek.
Titiev volt az, aki White-ot 1936-ban második professzorként hozott Michiganbe. White diákként – talán az orosz bevándorló státusza is kiemelkedő volt – tökéletesen alkalmas volt Titievnek. A második világháború idején azonban Titiev Japánban való tanulmányának során részt vett a háborús erőfeszítésekben.
Ann Arbor professzoraként White gyakorolta a befolyásos diákok generációját. Miközben olyan szerzők, mint Robert L. Carneiro, Beth Dillingham és Gertrude Dole ortodox formában folytatták White programját, más tudósok, mint például Eric Wolf, Arthur Jelinek, Elman Service és Marshall Sahlins és Napoleon Chagnon a White-al töltött idejüket arra használták, hogy kidolgozzák a saját antropológiai formáikat.

## White antropológiája
White nézeteit kifejezetten Franz Boas ellen fogalmazták meg, akivel intézményileg és intellektuálisan is ellentétes volt. Ez az antagonizmus gyakran rendkívül személyes formát öltött: White Franz Boas prózai stílusát "az amerikai Journal of Sociology" -nak nevezte. Az egyik legerősebb eltérés a boázi ortodoxiától White nézete volt az antropológia természetéről és más tudományokkal való kapcsolatáról. White úgy értette, hogy a világot a kulturális, biológiai és fizikai jelenségek szintjére kell osztani. Az ilyen megosztottság az univerzum összetételének tükröződése, és nem egy heurisztikus eszköz. Így, ellentétben Alfred L. Kroeberrel, Kluckhohnnal és Edward Sapirel, White úgy látta, hogy a tanulmány tárgyát nem az antropológus kognitív megvalósításaként tekinti, hanem a világot alkotó ténylegesen létező és körülhatárolt jelenségek elismeréseként. A "természetes" és a "társadalmi" tudomány közötti megkülönböztetés tehát nem módszeren alapult, hanem a tanulmány tárgyának természetére: a fizikusok fizikai jelenségeket, biológusok biológiai jelenségeit és kultúrologistáit (White kifejezése) a kulturális jelenségek vizsgálják.
Boas azt állította, hogy tudománya megígérte a kultúra összetett és kölcsönösen függő vízióit, de White úgy vélte, hogy az antropológiát akkor delegitimalizálja, ha az uralkodó pozícióvá válik, és eltávolítja a tudományról szóló szélesebb értelemben vett diskurzusokat. White saját megközelítését szemlélte a történelmi és funkcionális megközelítés szintéziseként. Mint ilyen, rámutathat "a múlt kulturális fejlődésének folyamatára és annak valószínűségére a jövőben", amely az antropológia "legértékesebb funkciója" volt.
White a kultúráról általános emberi jelenségként beszélt, és azt állította, hogy nem beszél többnyelvű "kultúráról". 1959-ben publikált elmélete: A kultúra evolúciója: A civilizáció fejlődése a Római bukásig. Úgy vélte, hogy a kultúra – azaz az összes emberi kulturális aktivitás összessége a bolygón – fejlődött. Ez a technológiai komponens leírható mint anyagi, mechanikai, fizikai és kémiai eszközöknek, valamint az emberek ezt a technikát alkalmazták. White érvelése a technológia fontosságára a következők szerint zajlik:
1. A technológia egy kísérlet a túlélés problémáinak megoldására.
2. Ez a kísérlet végül azt jelenti, hogy elegendő energiát ragad meg és elterelje az emberi szükségleteket.
3. Azok a társadalmak, amelyek több energiát foglalnak el és hatékonyabban használják fel, előnyeik vannak más társadalmakkal szemben.
4. Ezért ezek a különböző társadalmak evolúciós értelemben fejlettebbek.

## Válogatott művei
- Etnológiai esszék: Leslie A. White válogatott esszéi. University of New Mexico Press, 1987
- A kultúra tudománya: Az ember és a civilizáció tanulmányozása. Farrar, Straus és Giroux, 1949
- A Santa Ana-i Pueblo, Új-Mexikó. Amerikai Antropológiai Társulat Memoir 60, 1949
- A kultúra fejlődése: a civilizáció fejlődése a Római bukásig, 1959

## Magyarul
- A kultúra fejlődése; ford., bev., összekötő szöveg Sárkány Mihály; Kossuth, Bp., 1973 (Szociológiai füzetek)